# Eugen Bejinariu
Eugen Bejinariu (Suceava, província de Suceava, Romania, 1959) polític romanès, Primer Ministre de Romania (21 de desembre - 28 de desembre de 2004), membre del Partit Socialdemòcrata de Romania (PSD).
Va ser Coordinador del Secretariat General del Govern Romanès durant el govern d'Adrian Năstase.
El 21 de desembre de 2004 va ser nomenat Primer ministre de Romania provisional en substitució d'Adrian Năstase, fins que s'arribés a un acord per formar govern, finalment deixà el càrrec el 28 de desembre de 2004 precedint a Călin Popescu-Tăriceanu.